# La noche de los diablos
La noche de los diablos es una película de terror hispanoitaliana, realizada por Giorgio Ferroni en 1972.

## Argumento
Un hombre (Gianni Garko) en aparente mal estado es recogido y atendido en un hospital. La policía trata de interrogarlo, pero parece traumatizado y no puede decirles su identidad, ni que es lo que le ha sucedido. El espectador asiste entonces a los recuerdos del protagonista. Este conducía su automóvil por una apartada zona rural, cuando una avería le obligó a detenerse. Encontró entonces la vivienda de una familia, a la que pediría ayuda. Tras permitirle pasar la noche allí, comenzaría a darse cuenta del enrarecido ambiente que parecía dominar a aquellas gentes.

## Comentario
La noche de los diablos está basada en la novela de Alexei Tólstoi La familia del vurdalak, que ya había inspirado una película anterior, Las tres caras del miedo, de Mario Bava. La noche de los diablos es una producción terrorífica que se inspira en cierta tradición legendaria de las culturas eslavas, sobre una especie de muertos que vuelven a la vida para arrastrar con ellos a los que fueron sus seres queridos.
El rodaje tuvo lugar en Roma, y en diversas localizaciones de la región italiana del Lacio.
No exenta de efectos sangrientos, a cargo del experto Carlo Rambaldi, años después afincado en Hollywood, La noche de los diablos recibiría en Argentina la calificación de no apta para menores de 18 años.